# Stefania Rogozińska-Dzik
Stefania Rogozińska-Dzik (ur. 7 lipca 2001) – polska tenisistka, mistrzyni Polski w grze pojedynczej z 2019 roku.

## Kariera tenisowa

### Kariera juniorska
W 2015 reprezentacja Polski z Rogozińską-Dzik w składzie triumfowała w halowych mistrzostwach Europy do lat 14. Rogozińska-Dzik brała udział w dwóch meczach deblowych – jeden, startując z Mają Chwalińską w parze, wygrała, a drugi, w którym jej partnerką była Iga Świątek, przegrała. W letniej edycji tych zawodów Polki z Rogozińską-Dzik w składzie zdobyły brązowe medale.
W 2016 była członkinią reprezentacji, która triumfowała w rozgrywkach Junior Fed Cup.

### Kariera zawodowa
W 2019 roku zwyciężyła w mistrzostwach Polski w tenisie ziemnym w grze pojedynczej. W finale pokonała Anastasiję Szoszynę 3:6, 6:1, 6:4.

## Finały turniejów rangi ITF
| turnieje z pulą nagród 100 000 $ |
| turnieje z pulą nagród 80 000 $  |
| turnieje z pulą nagród 60 000 $  |
| turnieje z pulą nagród 25 000 $  |
| turnieje z pulą nagród 15 000 $  |
| turnieje z pulą nagród 10 000 $  |

### Gra pojedyncza 1 (0–1)
| Rezultat   |    | Data       | Turniej        | ($)    | Naw.   | Przeciwniczka | Wynik    |
| Finalistka | 1. | 14/04/2019 | Szarm el-Szejk | 15 000 | Twarda | Magali Kempen | 1:6, 2:6 |

### Gra podwójna 5 (0–4–1)
| Rezultat           |    | Data       | Turniej        | ($)    | Naw.    | Partnerka           | Przeciwniczki                      | Wynik             |
| Finalistka         | 1. | 11/08/2018 | Warszawa       | 25 000 | Ceglana | Martyna Kubka       | Maja Chwalińska Daria Kuczer       | 6:3, 6:7(5), 1–10 |
| Finalistka         | 2. | 14/04/2019 | Szarm el-Szejk | 15 000 | Twarda  | Marcelina Podlińska | Nadja Gilchrist Louise Kwong       | 1:6, 1:6          |
| Nie rozstrzygnięto | 1. | 26/05/2019 | Tabarka        | 15 000 | Ceglana | Darija Detkowskaja  | Marie Mettraux Joanne Zuger        | Nie rozegrano     |
| Finalistka         | 3. | 06/10/2019 | Szarm el-Szejk | 15 000 | Twarda  | Romana Cisovska     | Dasha Ivanova Justina Mikulskyte   | 1:6, 5:7          |
| Finalistka         | 4. | 08/03/2020 | Kair           | 15 000 | Twarda  | Zeel Desai          | Jacqueline Cabaj Awad Sandra Samir | 5:7, 2:6          |